# Chapelle Saint-Alexandre-Nevski de Fergana
Ne doit pas être confondu avec Chapelle Saint-Alexandre-Nevski de Peterhof.
La chapelle Saint-Alexandre Nevski est une chapelle orthodoxe inactive située dans la ville de Fergana. Elle était située à l'orée du cimetière russe, avec un dôme d'un bleu ciel et un portail d'entrée de la même couleur. Elle a été construite en mémoire des soldats russes qui sont morts lors de l'insurrection d'Andijan en 1898.
Le mausolée a été fondé en 1891, et la chapelle a été construite en 1892 d'après le projet de L. Burmeister. La chapelle a été consacrée le 6 décembre 1892 en l'honneur d'Alexandre Nevski. La chapelle avait été conçue pour accueillir 50 fidèles. Elle a été fermée en 1932, mais le bâtiment n'a pas été démoli. Un prêtre était affecté à la chapelle. La fête patronale était fixée au 6 décembre.

## Histoire
En 1898, l'insurrection d'Andijan a eu lieu en Ouzbékistan, et des soldats russes ont été tués à Fergana. Ils ont tous été enterrés dans le cimetière orthodoxe russe local, après quoi il a été décidé de construire une chapelle aux frais du trésor local.
La chapelle a été construite en briques cuites et également aux frais du trésor. À l'intérieur, il y avait aussi des plaques avec les noms de tous les soldats russes tombés au combat, mais malheureusement elles n'ont pas survécu. Son nom a été dédié au grand martyr Alexandre Nevski.
En 1910, un tremblement de terre s'est produit, ce qui a entraîné l'effondrement partiel du toit de la chapelle. Un an plus tard, elle a été restaurée. En 1932, la chapelle a été fermée. Le bâtiment a été préservé jusqu'à ce jour, mais seuls des souvenirs subsistent du cimetière.

## Galerie

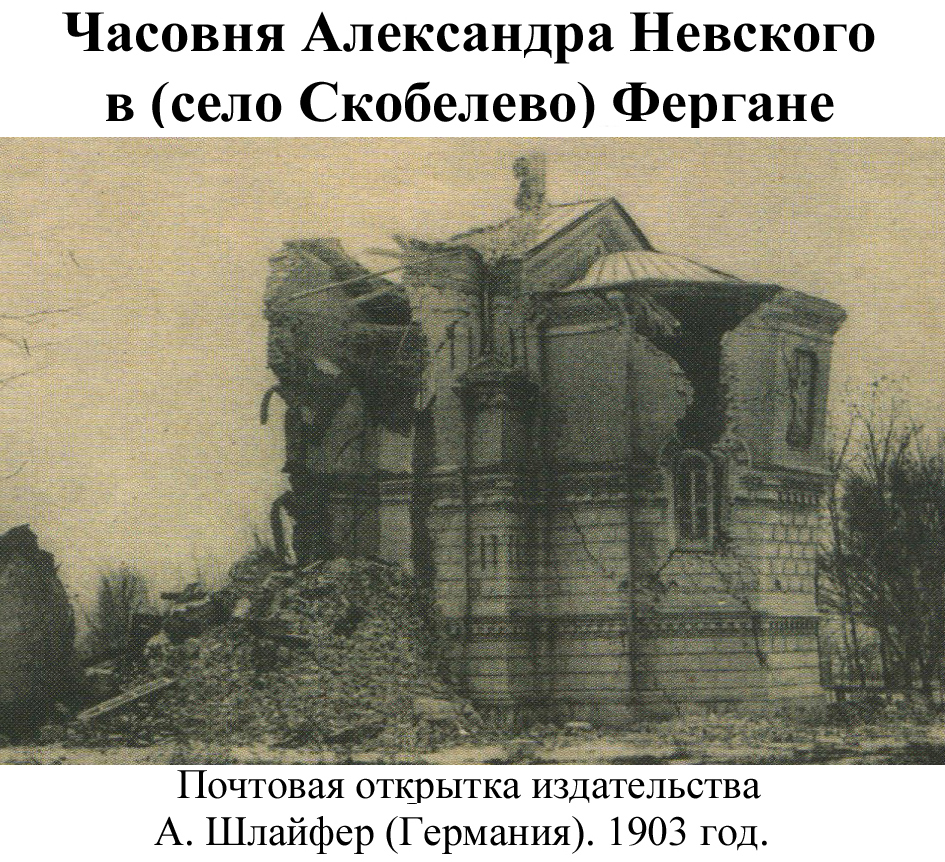
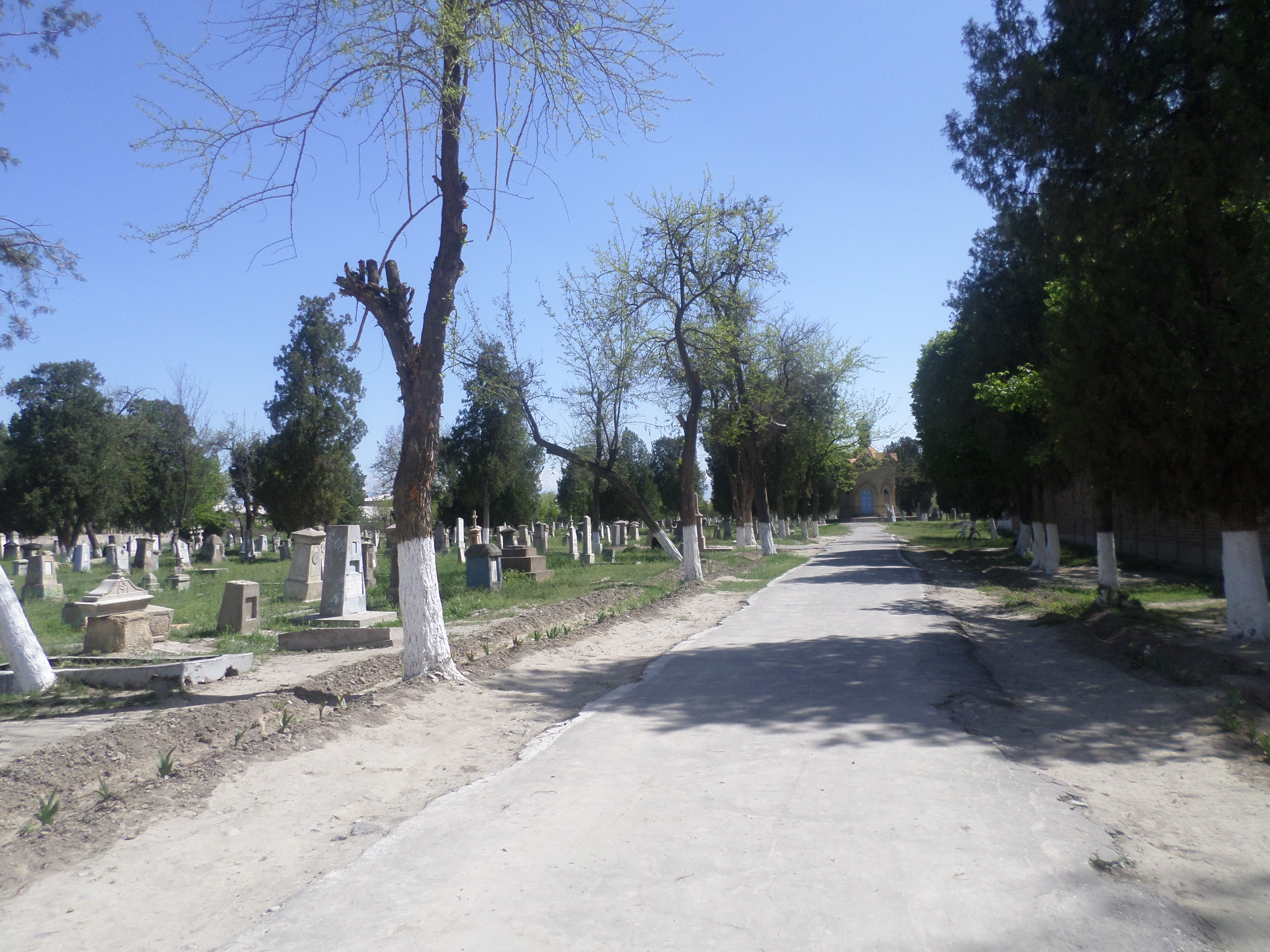
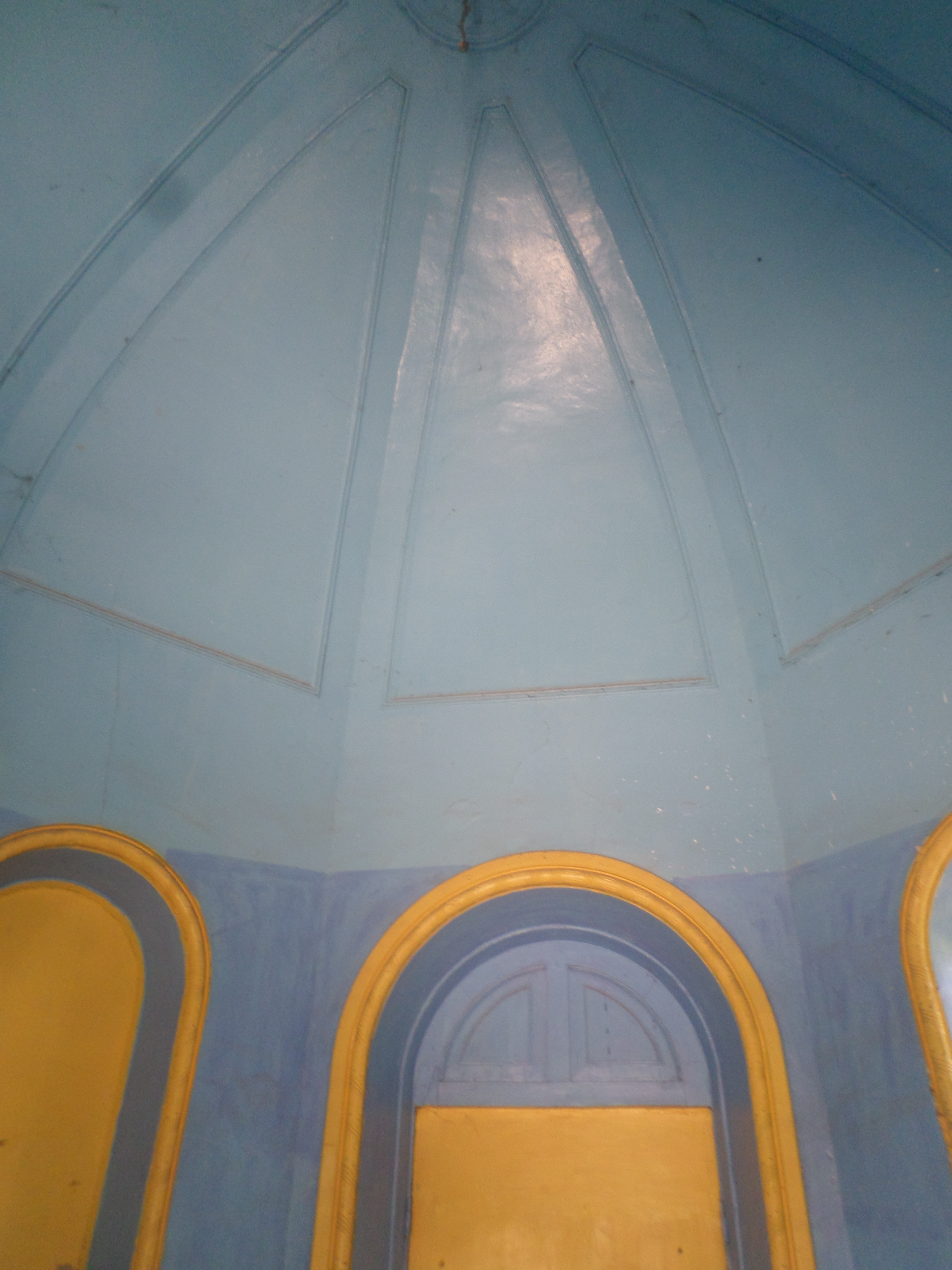
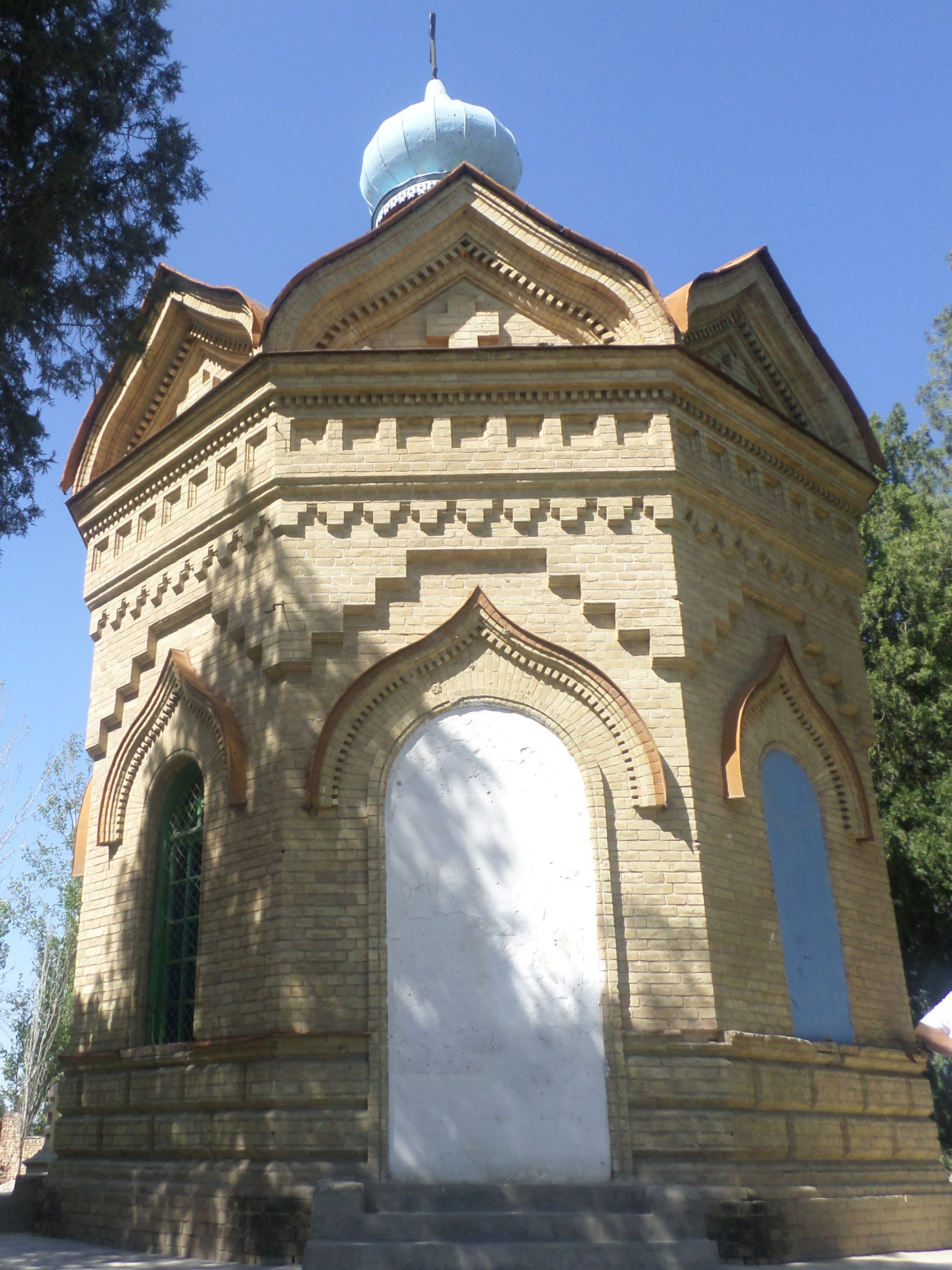
Mausolée construit en l'honneur des soldats russes morts